# Chionaema orcheia
Chionaema orcheia är en fjärilsart som beskrevs av Rothschild 1916. Chionaema orcheia ingår i släktet Chionaema och familjen björnspinnare. Inga underarter finns listade i Catalogue of Life.